# Raión de Hlobyne
Hlóbyne (en ucraniano: Гло́бинський райо́н) fue un raión o distrito de Ucrania en el óblast de Poltava. En la reforma territorial de 2020, su territorio fue incluido en el raión de Kremenchuk.
Comprendía una superficie de 2500 km².
La capital era la ciudad de Hlóbyne.

## Demografía
Según estimación 2010 contaba con una población total de 58700 habitantes.

## Otros datos
El código KOATUU es 5320600000. El código postal 39000 y el prefijo telefónico +380 5365.